# Andrea Caroni
Andrea Caroni, né le 19 avril 1980 à Saint-Gall (originaire de Grub et Mendrisio), est un homme politique suisse, membre du Parti libéral-radical (PLR). 
Il siège au Conseil national à partir de la fin 2011, puis au Conseil des États depuis la fin 2015. Il préside la Chambre haute du Parlement depuis décembre 2024.

## Biographie
Andrea Claudio Caroni naît le 19 avril 1980 à Saint-Gall. Il est originaire de Grub, en Appenzell Rhodes-Extérieures, et de Mendrisio, dans le canton du Tessin.
Il étudie au collège de Trogen puis le droit dans les universités de Zurich et Genève. De 2003 à 2008, Caroni est assistant à l'Université de Zurich. En 2007, il est admis au barreau et soutient en 2008 une thèse sur les sanctions financières imposées par la Suisse. Il possède également un diplôme de troisième cycle de l'Université Harvard. Il devient chargé de cours à l'Université de Saint-Gall.
Il vit en concubinage, est père d'une fille née en 2014 et vit à Herisau. Au sein de l'armée suisse, il est d'abord batteur dans la fanfare militaire, puis rejoint la justice militaire comme officier spécialiste ; il porte actuellement le grade de lieutenant-colonel.

## Parcours politique
À l'âge de 19 ans, il rejoint la section nouvellement fondée du PLR à Grub. De juin 2005 à mai 2008, il siège au conseil municipal de Grub. De 2008 à 2010, il est assistant personnel du conseiller fédéral Hans-Rudolf Merz,. 
Lors des élections fédérales du 23 octobre 2011, il est élu pour succéder à Marianne Kleiner au Conseil national, l'emportant face à l'UDC Köbi Frei. Il y occupe le seul siège du canton d'Appenzell Rhodes-Extérieures. Il est membre de plusieurs commissions : affaires juridiques (CAJ), économie et redevances (CER), gestion (CdG) et grâces.
Le 18 octobre 2015, il est élu pour représenter son canton au Conseil des États. Il est largement réélu en 2019, face à un candidat UDC de dernière minute non soutenu par son parti, et avec 90 % des voix en 2023, face à un candidat indépendant. Il est membre des mêmes commissions qu'au Conseil national et, en plus, de la Commission des institutions politiques (CIP), qu'il préside de fin 2019 à fin 2021, et de la Commission de politique extérieure de fin 2019 à fin 2023 au lieu de la CdG.
Le 16 avril 2016, il est élu à la vice-présidence du PLR.
Il est élu le 2 décembre 2024 à la présidence du Conseil des États.